# Stadhouderskade 156
Het pand Stadhouderskade 156 is een gebouw aan de Stadhouderskade/Singelgracht in De Pijp te Amsterdam-Zuid. 
Het voormalige herenhuis is opgetrokken naar een ontwerp van Jan Willem Hartgerink, en Hendrik Dirks Kramer, die bijna dit gehele gedeelte van de Stadhouderskade volbouwden. De bouwstijl is eclectisch, Hartgerink en Kramer waren van huis uit geen echte architecten. Het gebouw heeft dezelfde uiterlijke kenmerken als Stadhouderskade 155.
Het huis werd in eerste instantie verkocht aan een particulier. Later waren er ook bedrijven gevestigd, zoals het hoofdagentschap van Sanatogen (sterkt lichaam en zenuwen; geneesmiddel voor overspannen huisvrouwen en “kwijnende kinderen”)  en een kaashandel Formageries Gervais, maar ook seksclubs genaamd Mistinquett, Huize Veronique en Peggy en Blow Up (jaren zeventig, de namen wisselden per maand) waren hier gevestigd. Men kon er discreet ontvangen, er was een achteruitgang aan de Hemonylaan. In 2015 dient het gebouw tot kantoor en woningen.
Oost ·
160 ·
158 ·
157 ·
156 ·
155 ·
151-154 ·
149-150 ·
145-146 ·
142-144 ·
140-141 ·
137-139 ·
135-136 ·
130-134 ·
129 ·
128 ·
125-127 ·
123-124 ·
116-122 ·
115 ·
110-113 ·
100-101 ·
97 ·
95-96 ·
93-94 ·
92 ·
91 ·
89-90 ·
87-88 ·
86 ·
85 ·
84 ·
82-83 ·
78-79 ·
77 ·
Heineken Brouwerij ·
74 ·
72-73 ·
69-70 ·
68 ·
67 ·
65-66 ·
64 ·
62-63 ·
60-60a ·
58-59 ·
56-57 ·
Willemshuis ·
Van Nispenhuis ·
Kapel van Sint Josephs Gezellen-Vereeniging ·
54 ·
52-53 ·
47-49 ·
Carel Willinkplantsoen ·
Polderhuis ·
Ruysdaelkade 2-4 ·
Judith Leysterbrug ·
42 (Rijksmuseum) ·
40-41 ·
31-35 ·
30 ·
29 ·
Park Centraal Amsterdam ·
Stedemaagd (Vondelpark) ·
Byzantium ·
Koepelkerk ·
12 (Marriott) ·
Persilhuis ·
7 ·
5 ·
3 ·
1 ·
West